# Dydona i Eneasz
Dydona i Eneasz (ang. Dido and Aeneas) – opera w trzech aktach do libretta Nahuma Tate'a skomponowana przez Henry’ego Purcella. Po raz pierwszy wystawiona w Londynie w roku 1689.

## Osoby
- Dydona, królowa Kartaginy – mezzosopran lub sopran dramatyczny
- Eneasz, wódz trojański – baryton
- Belinda, służąca Dydony i jej powiernica – sopran
- Czarownica – mezzosopran

## Treść

### Akt I
Królowa Kartaginy, Dydona, kocha Eneasza – wodza drużyny trojańskiej, który ocalał z pogromu zdobytej przez Greków Troi. Pierwsza dama dworu, Belinda, zapewnia Dydonę o wzajemności Eneasza, ale królowa na wszelki wypadek decyduje się przywitać go obojętnie. Mieszkająca w lesie Czarownica pragnie zguby Dydony i całej Kartaginy. Wie, że na drodze do szczęścia królowej może stanąć jedynie misja Eneasza w kraju Latynów.

### Akt II
Na cześć gości z Troi w lesie odbywa się polowanie. Chór intonuje pieśń, wspominając legendę o bogini łowów Dianie i rozszarpanym przez własne psy młodzieńcu Akteonie. Pojawiają się Dydona i Eneasz, jednak z powodu nadciągającej burzy królowa wraca do pałacu. Przed Eneaszem zjawia się posłaniec bogów Merkury, który przynosi mu rozkaz Jowisza – wódz musi natychmiast wyruszać, aby wypełnić misję w kraju Latynów. Nie wie, że rzekomy Merkury to w rzeczywistości jeden z demonów, służących przebiegłej Czarownicy.

### Akt III
Czarownica cieszy się, widząc rozpacz królowej Dydony. Co prawda Eneasz wyraża gotowość sprzeciwienia się woli bogów i pozostania w Kartaginie, jednak dumna Dydona nie wyraża na to zgody. Woli umrzeć, niż poślubić człowieka, który śmiał pomyśleć o jej porzuceniu.

## Historia utworu
Opera powstała w 1680 r. w Londynie. Określenie gatunku nie jest możliwe – ani opera seria, ani tragedie lyrique; czasami określa się ją jako masque. Stylistyką nawiązuje do epoki późnego renesansu (bliżej szkoły florenckiej, niż weneckiej). Obecne są w niej dramatyczne recytatywy; krótkie arie; polifoniczne chóry; angielski kult śpiewu chóralnego; "malarstwo dźwiękowe", a także sceny komiczne. Jest w całości śpiewana i rozpoczyna się uwerturą francuską. Do znanych fragmentów należy Lament Dydony z 3 aktu: "When I am laid in earth", zgodnie z ówczesną tradycją oparty na basso ostinato (ground bass).